# 楊家坪駅
楊家坪駅（ようかへい-えき）は、中華人民共和国重慶市九竜坡区に位置する重慶軌道交通2号線の駅である。駅番号は212。

## 駅構造
当駅は高架駅で、2階に改札口、3階にホームがある。ホームの形状は相対式2面2線。
| 2号線ホーム (3F) | 相対式ホーム              |
| 2号線ホーム (3F) | ←2号線 大坪・較場口方面   |
| 2号線ホーム (3F) | 2号線 動物園・新山村方面→ |
| 2号線ホーム (3F) | 相対式ホーム              |

## 駅周辺
- 富安百貨
- 楊家坪商業歩行街
- 九竜坡区第一人民医院
- 都市桃園小区
- 天鶏堡小区
- 渝西医院

## 歴史
- 2005年6月18日 - 2号線の駅として開業。
- 2023年12月28日 - 18号線が開業。乗り換え駅となる[1]。

## 隣の駅
重慶軌道交通
■ 2号線
謝家湾駅 (2/11) - 楊家坪駅 (2/12) - 動物園駅 (2/13)
■ 18号線
石坪橋駅 (18/4) - 楊家坪駅 (18/5) - 動物園駅 (18/6)